# اتحاد بروناي دار السلام لكرة القدم
الاتحاد بروناي دار السلام الوطني لكرة القدم ( (بالملايوية: Persatuan Bolasepak Kebangsaan Negara Brunei Darussalam)‏ ) هي الهيئة الحاكمة لكرة القدم في بروناي ، التي تسيطر على المنتخب الوطني لبروني دار السلام . لاتحاد كرة القدم في بروناي دار السلام (BAFA) التي تم حظرها بواسطة FIFA و AFC في عام 2008 بسبب تدخل الحكومة.   

## حظر
تم رفع حظر اتحاد بروناي في عام 2011. 

## روابط خارجية
- في موقع الاتحاد الآسيوي
- في موقع FIFA.com